# Kolem Turecka 2022
57. ročník etapového cyklistického závodu Kolem Turecka se konal mezi 10. a 17. dubnem 2022 v Turecku. Celkovým vítězem se stal Novozélanďan Patrick Bevin z týmu Israel–Premier Tech. Na druhém a třetím místě se umístili Australan Jay Vine (Alpecin–Fenix) a Argentinec Eduardo Sepúlveda (Drone Hopper–Androni Giocattoli). Závod byl součástí UCI ProSeries 2022 na úrovni 2.Pro.

## Týmy
Závodu se zúčastnilo 6 z 18 UCI WorldTeamů, 12 UCI ProTeamů a 7 UCI Continental týmů. Všechny týmy nastoupily na start se sedmi závodníky kromě týmů Bora–Hansgrohe, Lotto–Soudal, Uno-X Pro Cycling Team a Drone Hopper–Androni Giocattoli s šesti jezdci a týmu Astana Qazaqstan Team s pěti jezdci. Závod tak odstartovalo 169 jezdců. Do cíle v Istanbulu dojelo 150 z nich.
UCI WorldTeamy
- Astana Qazaqstan Team
- Bora–Hansgrohe
- Israel–Premier Tech
- Lotto–Soudal
- Team BikeExchange–Jayco
- Team DSM

UCI ProTeamy
- Alpecin–Fenix
- Arkéa–Samsic
- Bardiani–CSF–Faizanè
- Burgos BH
- Caja Rural–Seguros RGA
- Drone Hopper–Androni Giocattoli
- Eolo–Kometa
- Equipo Kern Pharma
- Euskaltel–Euskadi
- Human Powered Health
- Team Novo Nordisk
- Uno-X Pro Cycling Team

UCI Continental týmy
- Bike Aid
- China Glory Continental Cycling Team
- Global 6 Cycling
- Sakarya BB Pro Team
- Saris Rouvy Sauerland Team
- Spor Toto Cycling Team
- Wildlife Generation Pro Cycling

## Trasa a etapy
| Etapa         | Datum         | Trasa               | Vzdálenost    | Typ                 | Typ                 | Vítěz                   |                     |
| ------------- | ------------- | ------------------- | ------------- | ------------------- | ------------------- | ----------------------- | ------------------- |
| 1             | 10. dubna     | Bodrum – Kuşadası   | 202 km        |                     | Zvlněná etapa       | Caleb Ewan (AUS)        |                     |
| 2             | 11. dubna     | Selçuk – Alaçatı    | 156,4 km      |                     | Zvlněná etapa       | Kaden Groves (AUS)      |                     |
| 3             | 12. dubna     | Çeşme – Smyrna      | 117,9 km      |                     | Zvlněná etapa       | Jasper Philipsen (BEL)  |                     |
| 4             | 13. dubna     | Smyrna – Sipylos    | 146,2 km      |                     | Horská etapa        | Eduardo Sepúlveda (ARG) |                     |
| 5             | 14. dubna     | Manisa – Ayvalık    | 186,1 km      |                     | Zvlněná etapa       | Sam Welsford (AUS)      |                     |
| 6             | 15. dubna     | Edremit – Eceabat   | 201,5 km      |                     | Zvlněná etapa       | Caleb Ewan (AUS)        |                     |
| 7             | 16. dubna     | Gelibolu – Tekirdağ | 131,3 km      |                     | Horská etapa        | Patrick Bevin (NZL)     |                     |
| 8             | 17. dubna     | Istanbul – Istanbul | 137,8 km      |                     | Středně těžká etapa | Etapa zrušena           |                     |
| Celková délka | Celková délka | Celková délka       | Celková délka | 1279,2 km 1167,5 km | 1279,2 km 1167,5 km | 1279,2 km 1167,5 km     | 1279,2 km 1167,5 km |

## Průběžné pořadí
| Etapa          | Vítěz                               | Celkové pořadí                      | Bodovací soutěž                     | Vrchařská soutěž                    | Soutěž tureckých krás               | Soutěž týmů                         |
| -------------- | ----------------------------------- | ----------------------------------- | ----------------------------------- | ----------------------------------- | ----------------------------------- | ----------------------------------- |
| 1              | Caleb Ewan                          | Caleb Ewan                          | Caleb Ewan                          | Nicolas Edet                        | Vitalij Buts                        | Israel–Premier Tech                 |
| 2              | Kaden Groves                        | Kaden Groves                        | Kaden Groves                        | Noah Granigan                       | Noah Granigan                       | Israel–Premier Tech                 |
| 3              | Jasper Philipsen                    | Jasper Philipsen                    | Jasper Philipsen                    | Noah Granigan                       | Vitalij Buts                        | Israel–Premier Tech                 |
| 4              | Eduardo Sepúlveda                   | Eduardo Sepúlveda                   | Jasper Philipsen                    | Eduardo Sepúlveda                   | Vitalij Buts                        | Equipo Kern Pharma                  |
| 5              | Sam Welsford                        | Eduardo Sepúlveda                   | Jasper Philipsen                    | Eduardo Sepúlveda                   | Vitalij Buts                        | Equipo Kern Pharma                  |
| 6              | Caleb Ewan                          | Eduardo Sepúlveda                   | Jasper Philipsen                    | Noah Granigan                       | Batuhan Özgür                       | Equipo Kern Pharma                  |
| 7              | Patrick Bevin                       | Patrick Bevin                       | Jasper Philipsen                    | Noah Granigan                       | Batuhan Özgür                       | Equipo Kern Pharma                  |
| 8              | Etapa zrušena kvůli špatnému počasí | Etapa zrušena kvůli špatnému počasí | Etapa zrušena kvůli špatnému počasí | Etapa zrušena kvůli špatnému počasí | Etapa zrušena kvůli špatnému počasí | Etapa zrušena kvůli špatnému počasí |
| Konečné pořadí | Konečné pořadí                      | Patrick Bevin                       | Jasper Philipsen                    | Noah Granigan                       | Batuhan Özgür                       | Equipo Kern Pharma                  |

- Ve 2. etapě nosil Jasper Philipsen, jenž byl druhý v bodovací soutěži, zelený dres, protože lídr této klasifikace Caleb Ewan nosil světle modrý dres vedoucího závodníka celkového pořadí.
- Ve 3. etapě nosil Jasper Philipsen, jenž byl druhý v bodovací soutěži, zelený dres, protože lídr této klasifikace Kaden Groves nosil světle modrý dres vedoucího závodníka celkového pořadí.
- Ve 3. etapě nosil Vitalij Buts, jenž byl druhý v soutěži tureckých krás, bílý dres, protože lídr této klasifikace Noah Granigan nosil červený dres vedoucího závodníka vrchařské soutěže.
- Ve 4. etapě nosil Kaden Groves, jenž byl druhý v bodovací soutěži, zelený dres, protože lídr této klasifikace Jasper Philipsen nosil světle modrý dres vedoucího závodníka celkového pořadí.
- V etapách 5 a 6 nosil Noah Granigan, jenž byl druhý ve vrchařské soutěži, červený dres, protože lídr této klasifikace Eduardo Sepúlveda nosil světle modrý dres vedoucího závodníka celkového pořadí.

## Konečné pořadí
| Legenda | Legenda                         | Legenda | Legenda                               |
| ------- | ------------------------------- | ------- | ------------------------------------- |
|         | Označuje lídra celkového pořadí |         | Označuje lídra soutěže tureckých krás |
|         | Označuje lídra bodovací soutěže |         | Označuje lídra vrchařské soutěže      |

### Celkové pořadí
| Pořadí | Jezdec                           | Tým                                  | Čas         |
| ------ | -------------------------------- | ------------------------------------ | ----------- |
| 1      | Patrick Bevin (NZL)              | Israel–Premier Tech                  | 27h 33' 10" |
| 2      | Jay Vine (AUS)                   | Alpecin–Fenix                        | + 20"       |
| 3      | Eduardo Sepúlveda (ARG)          | Drone Hopper–Androni Giocattoli      | + 40"       |
| 4      | Nicolas Edet (FRA)               | Arkéa–Samsic                         | + 52"       |
| 5      | Harm Vanhoucke (BEL)             | Lotto–Soudal                         | + 1' 17"    |
| 6      | Anders Halland Johannessen (NOR) | Uno-X Pro Cycling Team               | + 1' 26"    |
| 7      | Dawit Yemane (ERI)               | Bike Aid                             | + 1' 33"    |
| 8      | Sean Bennett (USA)               | China Glory Continental Cycling Team | + 1' 37"    |
| 9      | Mustafa Sayar (TUR)              | Sakarya BB Pro Team                  | + 1' 50"    |
| 10     | Henri Vandenabeele (BEL)         | Team DSM                             | + 1' 52"    |

### Bodovací soutěž
| Pořadí | Jezdec                       | Tým                     | Body |
| ------ | ---------------------------- | ----------------------- | ---- |
| 1      | Jasper Philipsen (BEL)       | Alpecin–Fenix           | 88   |
| 2      | Kaden Groves (AUS)           | Team BikeExchange–Jayco | 56   |
| 3      | Caleb Ewan (AUS)             | Lotto–Soudal            | 50   |
| 4      | Patrick Bevin (NZL)          | Israel–Premier Tech     | 50   |
| 5      | Danny van Poppel (NED)       | Bora–Hansgrohe          | 44   |
| 6      | Jasper De Buyst (BEL)        | Lotto–Soudal            | 31   |
| 7      | Cees Bol (NED)               | Team DSM                | 30   |
| 8      | Rick Zabel (GER)             | Israel–Premier Tech     | 30   |
| 9      | Jay Vine (AUS)               | Alpecin–Fenix           | 29   |
| 10     | Miguel Ángel Fernández (ESP) | Global 6 Cycling        | 29   |

### Vrchařská soutěž
| Pořadí | Jezdec                  | Tým                             | Body |
| ------ | ----------------------- | ------------------------------- | ---- |
| 1      | Noah Granigan (USA)     | Wildlife Generation Pro Cycling | 14   |
| 2      | Eduardo Sepúlveda (ARG) | Drone Hopper–Androni Giocattoli | 10   |
| 3      | Nicolas Edet (FRA)      | Arkéa–Samsic                    | 10   |
| 4      | Patrick Bevin (NZL)     | Israel–Premier Tech             | 10   |
| 5      | Harm Vanhoucke (BEL)    | Lotto–Soudal                    | 8    |
| 6      | Jay Vine (AUS)          | Alpecin–Fenix                   | 6    |
| 7      | Nickolas Zukowsky (CAN) | Human Powered Health            | 5    |
| 8      | Feritcan Şamlı (TUR)    | Spor Toto Cycling Team          | 5    |
| 9      | Michiel Stockman (BEL)  | Saris Rouvy Sauerland Team      | 3    |
| 10     | Julen Irizar (ESP)      | Euskaltel–Euskadi               | 3    |

### Soutěž tureckých krás
| Pořadí | Jezdec                 | Tým                             | Čas |
| ------ | ---------------------- | ------------------------------- | --- |
| 1      | Batuhan Özgür (TUR)    | Sakarya BB Pro Team             | 10  |
| 2      | Feritcan Şamlı (TUR)   | Spor Toto Cycling Team          | 6   |
| 3      | Noah Granigan (USA)    | Wildlife Generation Pro Cycling | 6   |
| 4      | Oğuzhan Tiryaki (TUR)  | Spor Toto Cycling Team          | 5   |
| 5      | Scott McGill (USA)     | Wildlife Generation Pro Cycling | 5   |
| 6      | Abraham Stockman (BEL) | Saris Rouvy Sauerland Team      | 5   |
| 7      | Elchin Asadov (AZE)    | Sakarya BB Pro Team             | 3   |
| 8      | Jon Knolle (GER)       | Saris Rouvy Sauerland Team      | 3   |
| 9      | Peio Goikoetxea (ESP)  | Euskaltel–Euskadi               | 3   |
| 10     | Julen Irizar (ESP)     | Euskaltel–Euskadi               | 3   |

### Soutěž týmů
| Pořadí | Tým                                  | Čas         |
| ------ | ------------------------------------ | ----------- |
| 1      | Equipo Kern Pharma                   | 82h 52' 44" |
| 2      | Bike Aid                             | + 21"       |
| 3      | Eolo–Kometa                          | + 1' 08"    |
| 4      | Euskaltel–Euskadi                    | + 2' 05"    |
| 5      | Arkéa–Samsic                         | + 2' 41"    |
| 6      | Caja Rural–Seguros RGA               | + 3' 53"    |
| 7      | China Glory Continental Cycling Team | + 8' 01"    |
| 8      | Team BikeExchange–Jayco              | + 10' 03"   |
| 9      | Drone Hopper–Androni Giocattoli      | + 11' 22"   |
| 10     | Global 6 Cycling                     | + 11' 24"   |